# Raise the Roof
Raise the Roof is een compositie van Michael Daugherty.

## Geschiedenis
Daugherty was gedurende een aantal jaren (1999-2003) de huiscomponist van het Detroit Symphony Orchestra van autostad Detroit, Michigan. Huiscomponist betekent vaak dat de componist opdrachten krijgt voor nieuw werk, bijna zeker wetende dat het ook daadwerkelijk uitgevoerd zal gaan worden. Dit werk is geschreven als solowerk voor een instrument dat weliswaar in veel composities binnen de klassieke muziek gebruikt wordt, doch zelden als solo-instrument: de pauken.
De versie voor harmonieorkest werd geschreven door de componist en won in 2007 de Ostwaldprijs van de "American Bandmasters Association" (ABA).

## Muziek
Het is geen concert in de oorspronkelijke betekenis van het woord; het kan gezien worden als één lange cadens met orkestbegeleiding. Bijna het gehele werk is de paukenist aan het “woord”, waarbij een scala aan bespeelmethoden voorbij komt. Niet alleen worden de pauken beroerd door de “normale” zachte stokken, ook worden ze bespeeld met brushes en met de blote hand (als een soort bongo). In aanvulling daarop moet de paukenist niet alleen met de handen spelen; ook het voetenwerk krijgt aandacht; de paukenist speelt (zo goed als het gaat) ook een melodielijn door de pedalen te gebruiken, die de toonhoogte van de pauken beïnvloeden. Het instrument heeft door de componist een andere rol gekregen in het geheel. Het is een solo-instrument binnen een uitgebreide percussiegroep. Door deze componeerwijze, gaat er nu eens geen dreiging uit van het muziekinstrument, maar huppelt de paukenpartij lustig door de toch al swingende jazzachtige klassieke muziek vol met syncopen en glissanderende trombones.

## Orkestratie

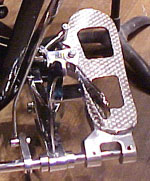
pedaal van pauk

Het eendelige werk is geschreven voor:
- paukenist
- 2 dwarsfluiten waarvan 1 ook piccolo, 2 hobo’s, 1 althobo, 2 klarinetten, 1 basklarinet, 2 fagotten; 1 contrafagot;
- 4 hoorns, 3 trompetten; 2 trombones, 1 bastrombone, 1 tuba
- 3 man / vrouw percussie, piano
- violen, altviolen, celli en contrabassen.

### harmonieorkest
Er is ook een bewerking voor pauken en harmonieorkest.
- paukenist
- dwarsfluiten I+II+III+IV+V (V ook piccolo), hobo’s I+II, althobo, Esklarinet, klarinetten I+II+III+IV, basklarinet, fagotten I+II, contrafagot, altsaxofoon I+II, tenorsaxofoon, baritonsaxofoon
- hoorns I+II+III+IV, trompetten I+II+III, trombones I+II+III, eufoniums I+II, tubas I+II, contrabassen I+II
- slagwerk I+II+III+IV+V+VI (xyl/glsp;vib;mar;glsp/lg finger cyms/chimes/metal plate/susp.cym/crash cyms;claves/sm.tamb/susp.cym/metal plate;lg BD/md.tamb/cabasa)
- piano

## Discografie
De eerste uitvoering van het werk werd gespeeld door het Detroit Symphony Orchestra onder leiding van Neeme Järvi, datum was 10 oktober 2003, plaats van handeling de Detroit Symphony Hall. Rondom de datum vonden de opnamen plaats, die gebracht worden als een live-opname, maar dat waarschijnlijk niet geheel zijn.